# 前628年
| 千纪： | 前1千纪 |
| 世纪： | 前8世纪 \| 前7世纪 \| 前6世纪 |
| 年代： | 前650年代 \| 前640年代 \| 前630年代 \| 前620年代 \| 前610年代 \| 前600年代 \| 前590年代                                                                                               |
| 年份： | 前633年 \| 前632年 \| 前631年 \| 前630年 \| 前629年 \| 前628年 \| 前627年 \| 前626年 \| 前625年 \| 前624年 \| 前623年                                                                 |
| 纪年： | 周襄王二十四年 魯僖公三十二年 齊昭公五年 晉文公九年 秦穆公三十二年 宋成公九年 楚成王四十四年 衛成公七年 陳共公四年 蔡庄侯十八年 曹共公二十五年 郑文公四十五年 燕襄公三十年 杞桓公九年 |

## 大事记
- 晋襄公即位晋国君主。
- 楚穆王即位楚国君主。
- 鄭穆公即位鄭國君主。
- 蹇叔哭師。
- 猶大王國君主約西亞開始宗教改革，廢除邱壇與異邦偶像。

## 出生
- 琐罗亚斯德
- 查拉圖斯特拉

## 逝世
- 楚成王，春秋时期楚国国君。
- 晉文公，春秋時期晉國國君，春秋五霸之一。（前697年出生）
- 鄭文公，春秋時期鄭國國君。